# Olympische Geschichte des Südjemen
| Gelbes Symbol für Goldmedaillen mit stilisierten Olympischen Ringen | Graues Symbol für Silbermedaillen mit stilisierten Olympischen Ringen | Braundes Symbol für Bronzemedaillen mit stilisierten Olympischen Ringen |
| ------------------------------------------------------------------- | --------------------------------------------------------------------- | ----------------------------------------------------------------------- |
| —                                                                   | —                                                                     | —                                                                       |

Die Demokratische Volksrepublik Jemen, auch bekannt als Südjemen, war 1988 bei Olympischen Sommerspielen vertreten.

## Geschichte
Der Südjemen nahm 1988 erstmals mit fünf männlichen Athleten im Boxen und der Leichtathletik an. Es stellte die einzige Teilnahme des Südjemen bei Olympischen Spielen in dieser Form dar.
1990 schloss sich die Demokratische Volksrepublik Jemen (Südjemen) mit der Jemenitischen Arabischen Republik (Nordjemen) zum wiedervereinigten Jemen zusammen, 1992 lief dieser erstmals bei Olympischen Spielen auf.

## Übersicht der Teilnahmen

### Sommerspiele
| Jahr | Athleten | Flaggenträger     | Medaillen | Medaillen | Medaillen | Medaillen | Medaillen |
| Jahr | Athleten | Flaggenträger     |           |           |           | Gesamt    | Rang      |
| ---- | -------- | ----------------- | --------- | --------- | --------- | --------- | --------- |
| 1988 | 5        | Sahim Saleh Mehdi | -         | -         | -         | -         | -         |

### Winterspiele
keine Teilnahme